# Cees Fock
Cornelis Laurens Willem (Cees) Fock (Den Helder, 27 januari 1905 - Den Haag, 9 juli 1999) was een Nederlands politicus.
Cees Fock was lid van het geslacht Fock. Hij studeerde tussen 1923 en 1927 rechten aan de Rijksuniversiteit Leiden. Daarna werkte hij korte tijd bij de Rotterdamsche Bankvereniging alvorens in 1928 in dienst te treden bij de Holland-Amerika Lijn. Daar zou hij tot 1940 blijven werken. Daarna was hij enige tijd als reserve officier in Londen. Hij maakte deel uit van verschillende gezantschappen van de Nederlandse regering in ballingschap. Na de Tweede Wereldoorlog trad hij toe tot de Rijksdienst. Hij was van 1947 tot 1962 secretaris-generaal van het ministerie van Algemene Zaken. Hij was onder meer voorzitter van de Wetenschappelijke Raad voor de Kernenergie.
In 1962 werd Fock, die lid was van de VVD, benoemd tot Commissaris van de Koningin in de provincie Groningen. Dat zou hij blijven tot 1970, toen hij met pensioen ging en werd opgevolgd door Edzo Toxopeus. 
Als Commissaris viel hij op door zijn regenteske houding. Zo zat hij in de Statenzaal, zeer tot ongenoegen van de Provinciale Staten, op een soort troon met een baldakijn erboven.
- Biografisch Portaal: 92705170
- Parlement.com: vg09llz1gmvp